# Knattspyrnufélag Reykjavíkur
A Knattspyrnufélag Reykjavíkur, röviden KR vagy KR Reykjavík egy izlandi labdarúgócsapat. A klubot 1899-ben alapították, székhelye Reykjavíkban van. Jelenleg az első osztályban szerepel.

## Története
A klubot 1899-ben alapították, ezzel a legrégebbi Izlandon. 1912-ben a KR nyerte az első bajnoki címet, miután a rájátszásban legyőzte a Framot.
A bajnoki cím után úgy döntöttek, az az évi angol bajnok szerelését fogják viselni. Mivel ez ebben az évben a Newcastle volt, így a KR meze fekete-fehér csíkos lett.
A csapat általában két-három évente megnyerte a bajnokságot, azonban 1968 után sokat kellett várnia az újabb győzelemre. Ez 1999-ben, a klub centenáriumi évében sikerült ismét. Ebben a szezonban nagy fölénnyel, mindössze egy vereséget elszenvedve lett bajnok. Később a kupát is sikerült elhódítani. A női csapat 1999-ben ugyanilyen sikeres volt, ugyanis megismételte a férfiak teljesítményét.
Összességében a férfi csapat eddig 24 bajnoki címet és 11 kupagyőzelmet szerzett. Háromszor duplázott, 1961-ben, 1963-ban és 1999-ben. A nők mérleges hat bajnoki cím és két kupagyőzelem.

## Ismertebb játékosok
| - Eiður Guðjohnsen - Rúnar Kristinsson - Indriði Sigurðsson - Bjarni Felixson - Þórólfur Beck - Kjartan Henry Finnbogason - Kristján Finnbogason - Pétur Pétursson - Kristján Örn Sigurðsson - Ellert B. Schram - Ríkharður Daðason - Brynjar Gunnarsson - Arnar Gunnlaugsson - Pétur Marteinsson - Ólafur Gottskálksson - Veigar Páll Gunnarsson - Brian Hamilton - Barry Lavety - Andy Roddie (2001) - Joe Tortolano (1998) - David Winnie - Jim Bett |

## Sikerek
- Bajnok: 27
  - 1912, 1919, 1926, 1927, 1928, 1929, 1931, 1932, 1934, 1941, 1948, 1949, 1950, 1952, 1955, 1959, 1961, 1963, 1965, 1968, 1999, 2000, 2002, 2003, 2011, 2013, 2019
- Kupagyőztes: 12
  - 1960, 1961, 1962, 1963, 1964, 1966, 1967, 1994, 1995, 1999, 2008, 2011
- Ligakupa-győztes: 3
  - 1998, 2001, 2005

## Külső hivatkozások
- Hivatalos weboldal
- Szurkolói oldal Archiválva 2011. szeptember 29-i dátummal a Wayback Machine-ben
- Szurkolói oldal